# Arirania amazońska
Arirania amazońska, arirania, wydra wielka, wydra olbrzymia (Pteronura brasiliensis) – gatunek drapieżnego ssaka z rodziny łasicowatych, jedyny przedstawiciel rodzaju Pteronura J. E. Gray, 1837, w niektórych częściach Ameryki Południowej nazywana wilkiem rzecznym. Największa z wydr (Lutrinae) i – obok rosomaka i kałana morskiego – jeden z największych łasicowatych. 

## Cechy
- płaska, szeroka głowa
- małe i zaokrąglone małżowiny uszne
- krótka, aksamitno-brunatna sierść (czekoladowo-brązowa, gdy jest mokra)
- krótkie i masywne kończyny z błonami pławnymi i ostrymi pazurami
- długość 150–180 cm
- mocny ogon spłaszczony pionowy o długości 45–65 cm
- masa 22-45 kg

## Występowanie
- nad Amazonką
- rzeki od Wenezueli i Gujany po Urugwaj

## Pożywienie
Głównym pokarmem są:
- ryby
- mięczaki
- skorupiaki
- ptaki i ich jaja

## Tryb życia
Są ssakami aktywnymi tylko w ciągu dnia. Prawie zawsze występują w grupach liczących do 20 osobników – zazwyczaj 8 sztuk. Grupa zajmuje terytorium ok. 20 km długości i szerokości, wyłącznie w obszarze po obu stronach rzeki. Spędzają dużo czasu na lądzie na oczyszczonych z roślinności fragmentach brzegu.